# 日本动画制作者协会
日本动画制作者协会（日本アニメーター・演出協会；简称：JAniCA）是一个在2007年6月成立的非营利性组织，致力于改善从事日本动画行业人们的工作环境。

## 历史
2007年10月13日，日本动画制作者协会主任今敏、主编高桥信之、日本动画执导谷口守泰与金山明博、东京大学研究生院教授浜野保树一齐召开了记者招待会。两天后，也就是10月15日，500多名日本动画制作者齐聚一堂，对外宣布日本动画制作者协会正式成立，并由芦田丰雄担任协会主席一职。
2008年6月，日本动画制作者协会正式成立为无限责任中间法人团体。
2010年，日本动画制作者协会启动了青年动画制作者育成计划，进一步扩大影响力，推动改善日本动画从事者工作环境的工作。随后在2010年至2011年间，日本文化厅因担心众多日本动画制作技术被外包至其他国家，从而导致国内技术发展停滞，特向日本动画制作者捐助近214.5亿日元（约合2.27亿美元），旨在用来重点培育日本动画年轻制作者；此计划到2012年被重命名为“日本动画未来计划”（アニメミライ）。